# 4185 Phystech
A 4185 Phystech (ideiglenes jelöléssel 1975 ED) a Naprendszer kisbolygóövében található aszteroida. Tamara Mihajlovna Szmirnova fedezte fel 1975. március 4-én.